# Théodora de Sihla
Théodora de Sihla (née vers 1650 à Vânători-Neamț, département de Neamț, Roumanie, et morte au début du XVIIIe siècle) est une sainte du calendrier orthodoxe roumain, commémorée chaque année le 7 août.

## Biographie
Elle est née à l'époque du règne de Vasile Lupu et du savant métropolite Varlaam Moțoc. Théodora était la fille de l'armurier de la forteresse de Neamț, Ștefan Joldea, un boyard ayant le grade d'établi. Jeune, elle a été mariée contre son gré. N'ayant pas d'enfants, le couple décide ensemble d'entrer au couvent. Il se retire au Monastère Poiana Marului du département de Buzau, elle, à l'âge de presque 30 ans, au Monastère de Vărzărești du département de Vrancea.

Les invasions étrangères poussent Théodora à se retirer dans les montagnes de Buzău (il semblerait qu'elle se soit également rendue à l'Ermitage de la grotte Fundătura), où elle vit pendant près d'une décennie. Son nom est également mentionné sur une plaque gravée sur l'autel de l'Ermitage rupestre Agatonul Nou dans les montagnes de Buzău. Plus tard, elle se dirige vers le Monastère de Neamț, ensuite vers les montagnes de Neamț, jusqu'à l'Ermitage de Sihăstria (créé en 1655). Sous la direction et la bénédiction de l'abbé de l'Ermitage, elle se dirige vers la montagne pour devenir ermite dans la solitude de Sihla. Le mot « sihlă » signifie forêt dense de jeunes arbres, des haies. Plus d'un siècle plus tard, l'écrivain Calistrat Hogaș décrit cet ermitage comme suit :

« Si Sihla ne dépasse pas les limites naturelles, alors elle a au moins la capacité d’atteindre presque le sommet de la dureté, de la solitude et de la sauvagerie de l’imagination la plus forte. »

Au début, Théodora vit dans une cellule qui se situe sous les rochers de Sihla et qui lui avait été offerte par un vieil ermite. La tradition orale raconte que lors des invasions étrangères, des religieuses se réfugiaient parfois dans la cellule de la pieuse. La sainte leur cédait alors sa place et se déplaçait dans une grotte plus difficile d'accès. C'est dans cet endroit qu'elle reste la plupart du temps.

## Après la mort
Théodora a été surnommée Fleur Spirituelle de Moldavie. Après sa mort, le corps est resté dans la grotte où elle avait vécu. La nouvelle de son décès parvient également à son mari, devenu moine sous le nom d' Elefterie. Il quitte le Monastère de Poiana Mărului et passe la dernière décennie de sa vie au Monastère de Sihăstria, près du lieu de repos de sa femme. C'est vers 1725 que l'Ermitage de Sihla est créé en sa mémoire.
Son corps y reste enterré jusqu'en 1828-1834. Lorsque les Principautés Roumaines passent sous l'occupation russe, le corps de la sainte est transféré au Monastère Laure des Grottes de Kiev.

L'écrivain Calistrat Hogaș a écrit à son sujet dans son livre "Sur les routes de montagne" :
Le 20 juin 1992, le Synode de l’Église Orthodoxe Roumaine a proclamé la canonisation  de la pieuse Théodora de Sihla. Le 7 août  a été fixé comme étant le jour de sa célébration.